# Nagasaki

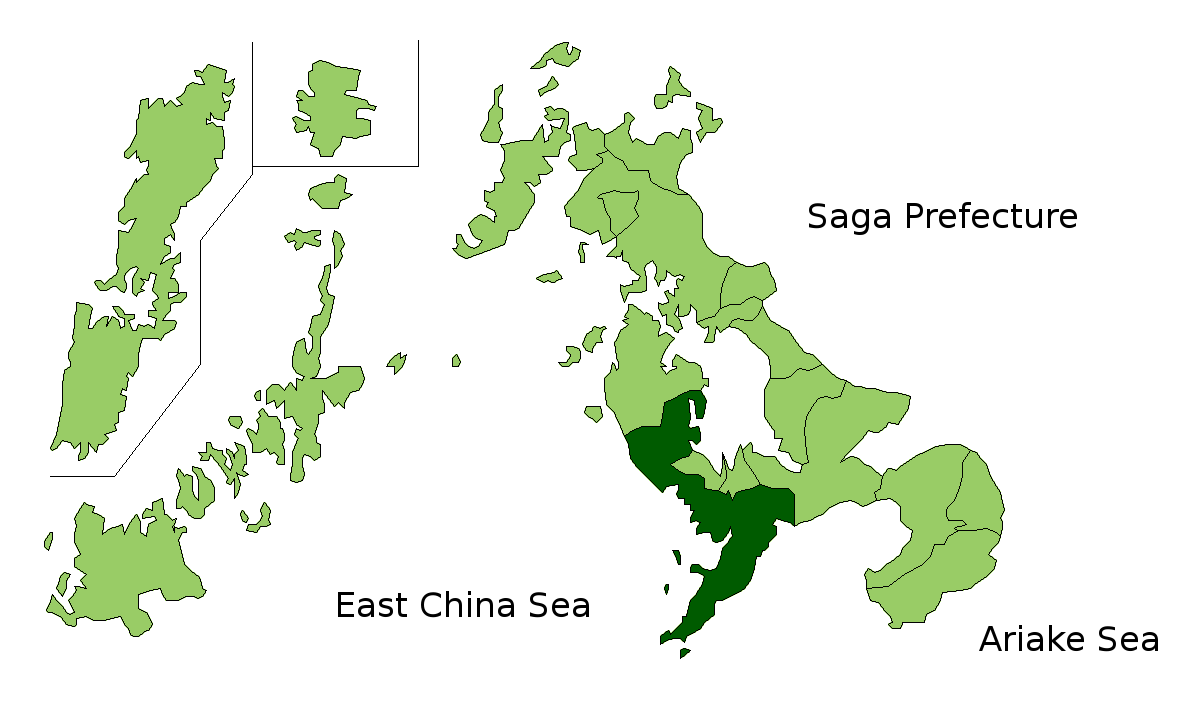

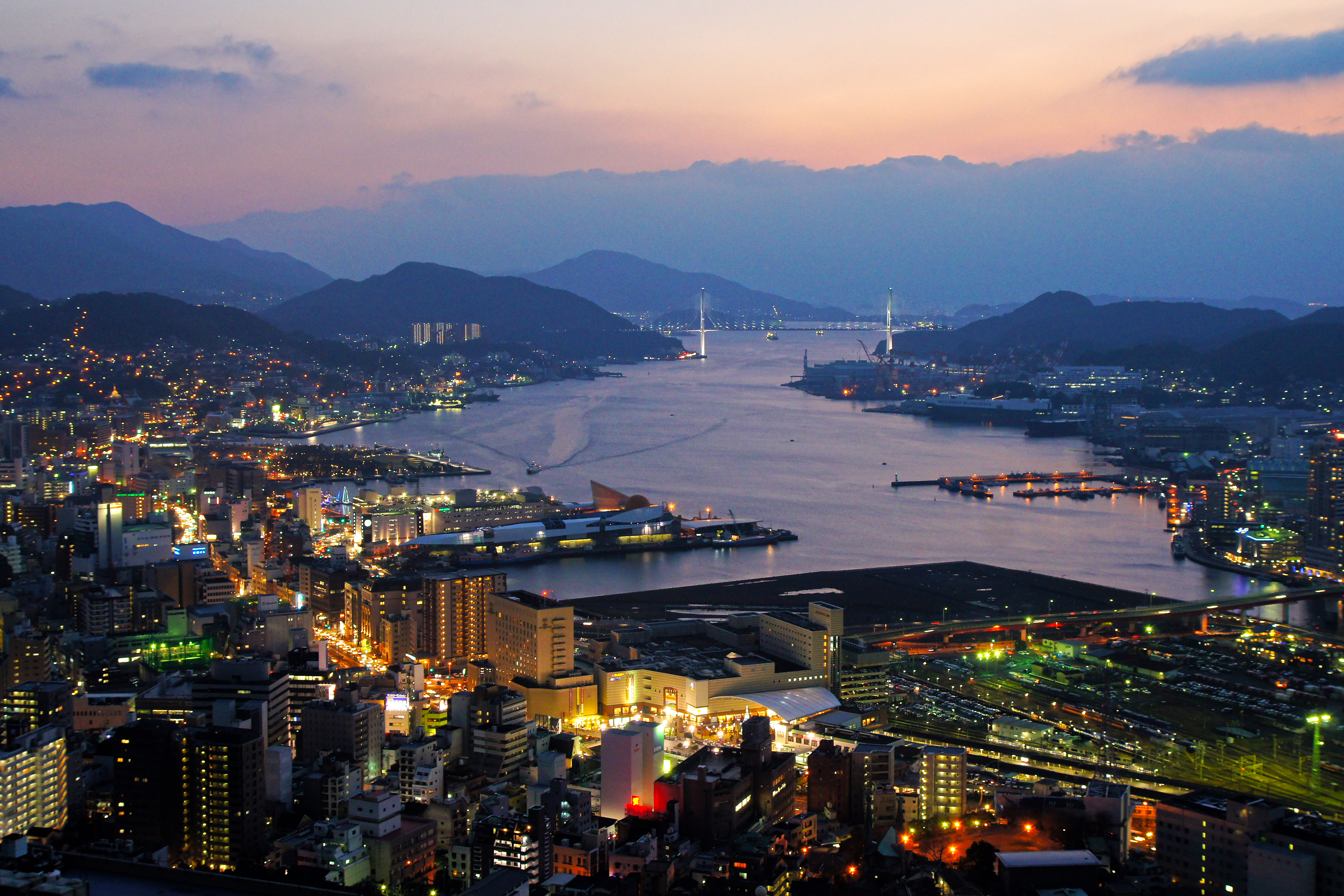
Portul Nagasaki

Nagasaki (長崎市 Nagasaki-shi?) este un municipiu din Japonia, centrul administrativ al prefecturii Nagasaki.

## Istoric
A fost un port deschis, în care au pătruns primii navigatori occidentali, portughezi și olandezi. Chiar dacă în Japonia medievală era interzis străinilor accesul, în Nagasaki aceștia au avut în permanență oficii de comerț. Prin Nagasaki, Japonia comunica cu Occidentul.
Nagasaki a fost de asemenea centrul misiunii creștine în Japonia, promovate în principal de iezuiți. Interzicerea propagandei creștine în Japonia au fost urmată de persecuții, între care execuția celor 26 de martiri de la Nagasaki din anul 1597.

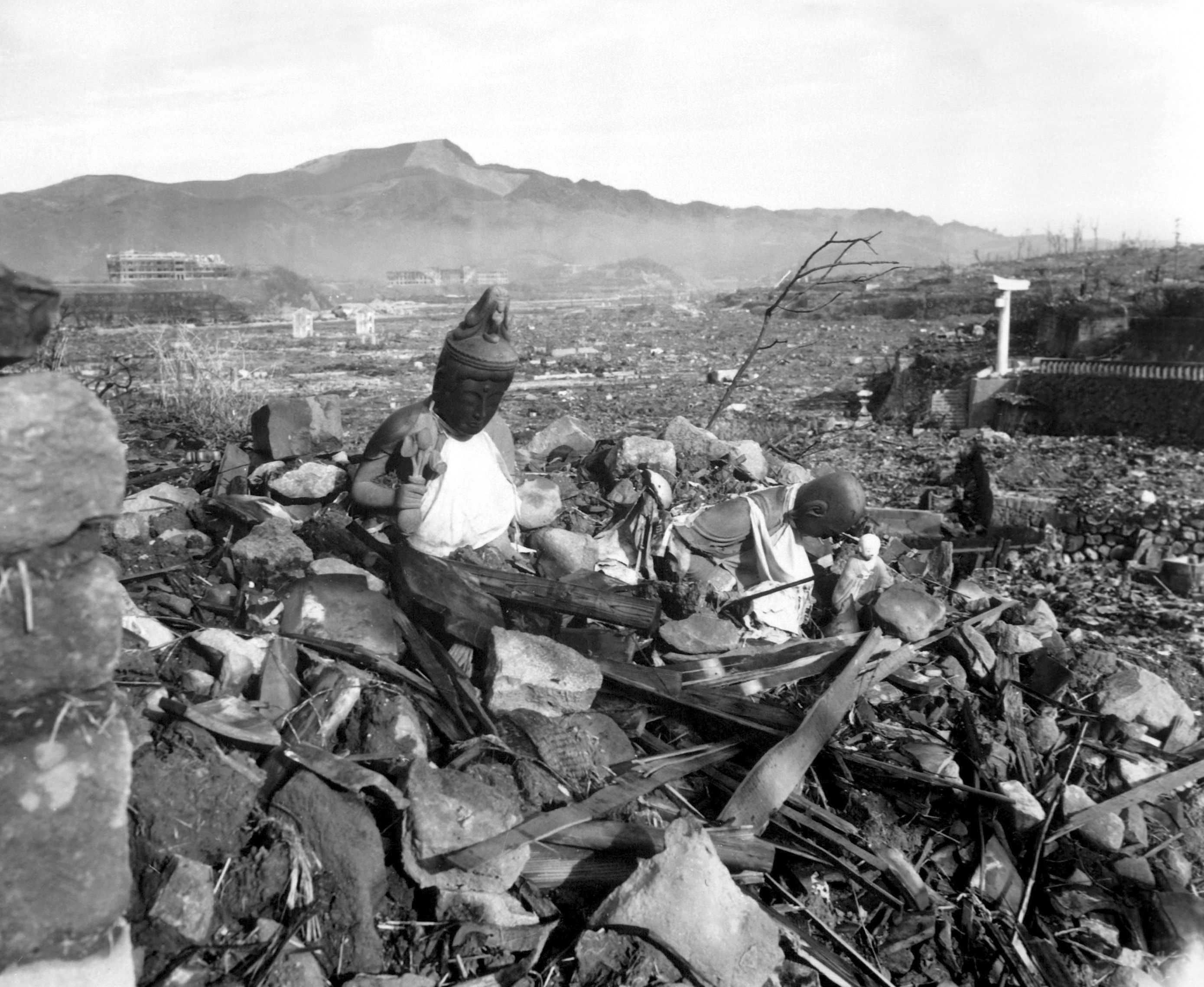
Fotografie realizată după aruncarea bombei atomice asupra orașului Nagasaki

În anul 1945 aviația SUA a lansat o bombă atomică asupra orașului, după ce Japonia atacase Pearl Harbor. Explozia s-a produs în apropierea Catedralei Catolice din cartierul Urakami în timpul unei slujbe. Preotul și toți credincioșii au fost lichefiați de explozie. La Muzeul Atomic din Nagasaki există rozariile acestora și vitraliile, topite și transformate în mărgele de sticlă colorată.

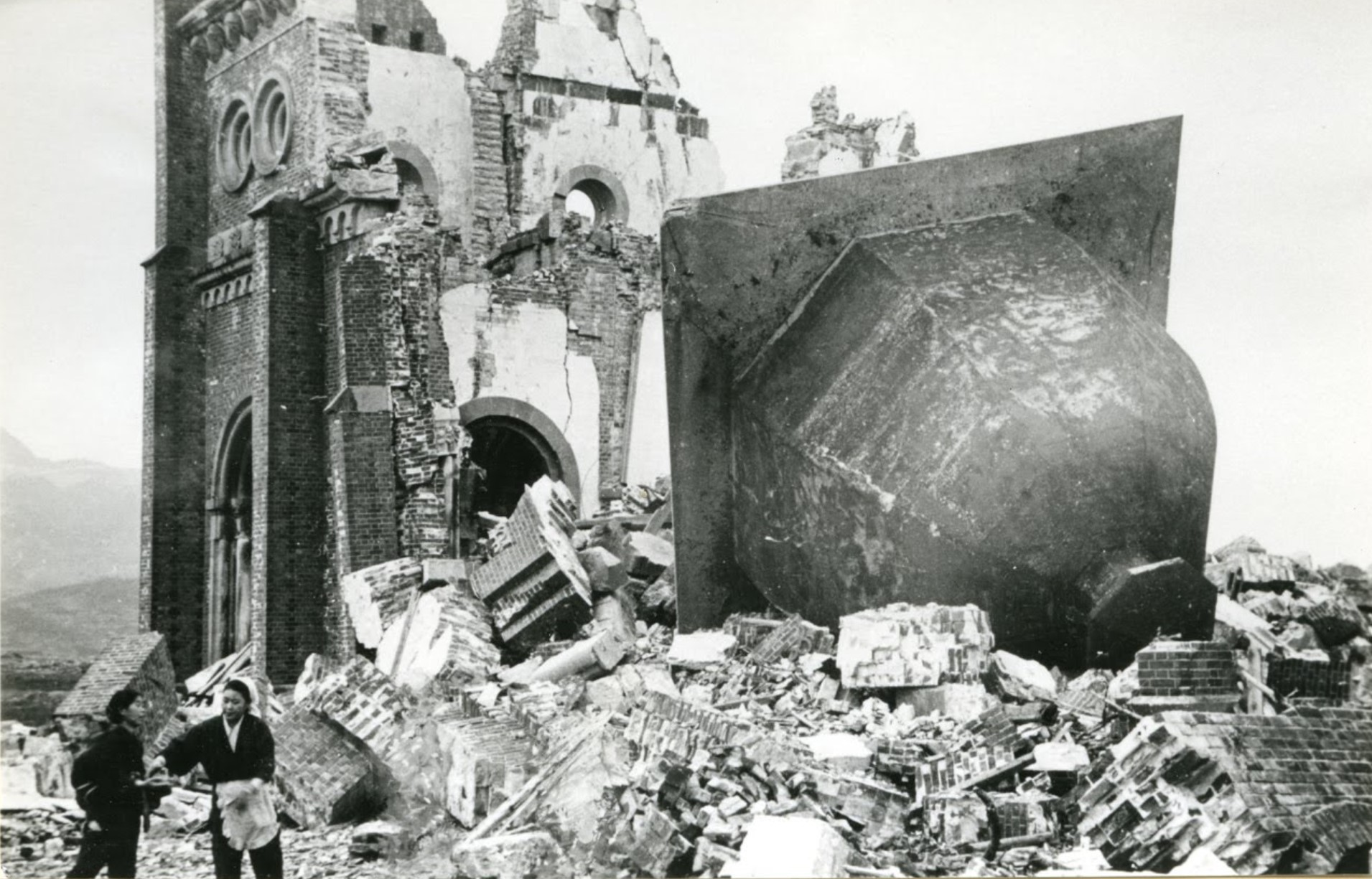
Catedrala Urakami